# Robert Carson (giocatore di baseball)
Robert N. Carson (Hattiesburg, 23 gennaio 1989) è un giocatore di baseball statunitense.

## Minor League
Carson venne selezionato al 14º giro del draft amatoriale del 2007 come 453ª scelta dai New York Mets. Nel stesso anno iniziò nella Gulf Coast League rookie con i Gulf Coast Mets, chiudendo con una vittoria e nessuna sconfitta, 5,00 di media PGL (ERA) in 4 partite di cui una da partente (9,0 inning). Nel 2008 con i Gulf Coast Mets chiuse con una vittoria, 1,57 di ERA in 5 partite tutte da partente (23,0 inning). Poi passò nella Appalachian League rookie con i Kingsport Mets, chiuse con 2 vittorie e 3 sconfitte, 1,76 di ERA in 6 partite tutte da partente (30,2 inning).
Nel 2009 giocò nella South Atlantic League singolo A con i Savannah Sand Gnats, chiuse con 8 vittorie e 10 sconfitte, 3,21 di ERA in 25 partite tutte da partente con due incontri giocati interamente di cui uno senza subire punti (131.2 inning). Nel 2010 passò nella Florida State League singolo A avanzato con i St. Lucie Mets, chiuse con 7 vittorie e 5 sconfitte, 4,17 di ERA in 17 partite di cui 16 da partente (86,1 inning). Successivamente giocò nella Eastern League doppio A con i Binghamton Mets, chiuse con una vittoria e 6 sconfitte, 8.32 di ERA in 10 partite tutte da partente (48,2 inning).
Nel 2011 chiuse con 4 vittorie e 11 sconfitte, 5,05 di ERA in 25 partite di cui 24 da partente (128.1 inning). Nel 2012 prima con i Binghampton Mets chiuse con una vittoria e 2 sconfitte, 4,79 di ERA e 9 salvezze su 12 opportunità in 31 partite (35,2 inning). Successivamente passò nella International League triplo A con i Buffalo Bisons chiudendo con 1,72 di ERA e una salvezza su una opportunità in 10 partite (15,2 inning).
Nel 2013 giocò con i Las Vegas 51s nella Pacific Coast League triplo A chiudendo con 3 vittorie e altrettante sconfitte, 4,06 di ERA e 11 salvezze su 13 opportunità in 43 partite (44,1 inning).

## Major League

### New York Mets (2012-2013)
Dopo aver firmato un contratto annuale di 480 000 dollari con i Mets il 17 maggio venne promosso in prima squadra, debuttando nella MLB il giorno seguente contro i Toronto Blue Jays. Giocò 17 partite chiudendo con 4,73 di ERA (13,1 inning).
Il 3 marzo 2013 firmò un contratto annuale per 491 375 di dollari. Il 21 aprile venne richiamato in prima squadra. Il 10 giugno venne mandato nei Las Vegas 51s nelle Minor League per le sue insufficienti prestazioni. Il 27 agosto venne promosso nuovamente in prima squadra, per poi esser rimandato il 1º settembre ancora nei 51s. Chiuse con 8,24 di ERA in 14 partite (19,2 inning). Il 17 ottobre venne preso dagli svincolati dai Los Angeles Angels of Anaheim.

## Stili di lancio
Carson attualmente effettua 4 tipi di lanci:
- prevalentemente una Fourseam fastball (93 miglia orarie di media) e una Slider (82 mph di media),
- raramente una Change (85 mph di media) e una Sinker (90 mph di media).

## Vittorie e premi
- Mid-Season All-Star della South Atlantic League (2009)
- Lanciatore della settimana della South Atlantic League (13/07/2009).

## Numeri di maglia indossati
- n. 73 con i New York Mets (2012-2013)
- n. 39 con i Los Angeles Angels of Anaheim (2014-).